# Schulverein
Schulverein ali  uradno  Deutscher Schulverein ( Nemško šolsko društvo) je bila zasebna nemška šolska organizacija v Avstro-Ogrski. Ustanovljena je bila 13. aprila 1880 na Dunaju. Formalno naj bi zagotovila šolanje nemškim otrokom v njihovem jeziku, tam kjer tega javne šole niso omogočale, dejansko pa je s svojimi vrtci in osnovnimi šolami ponemčevala zlasti češke in slovenske otroke. V svoje šolske ustanove jih je vabila s ponujanjem raznih ugodnosti in s pritiski na starše, ki so bili ekonomsko odvisni od nemških podjetnikov. 
Schulverein je imel obsežno mrežo podružnic, za svoje zasebne šolske zavode pa je skušal čim prej  doseči javno financiranje. Finančno je podpiral učitelje, ki so se izkazali  pri poučevanju nemščine, pa tudi javne šole vendar pod pogojem v novi šoli potekal v nemščini. 
Na Slovenskem je organizacija delovala predvsem v smeri iz 2 smeri: iz Gradca proti Mariboru in po Dravski dolini na Štajerskem ter iz Celovca prek Jesenic na Kranjsko. Na Koroškem njeno delovanje zardi ponemčevalnega delovanja šol skoraj ni bilo potrebno. 
Prvo šolo na Štajerskem so odprli v Pekrah leta 1882. Društvo je imelo svoje šole tudi v Sevnici, Sladkem Vrhu, Rogaški Slatini (tudi vrtec), Studencih (zdaj Maribor, tudi vrtec), na Muti, Radljah ob Dravi (tudi vrtec), v Vuzenici, v Konjicah, na Pragerskem, Lenartu, Ceršaku, Peklu pri Mariboru in Šentilju. Finančno je organizacija podprla gradnjo šolskih poslopij v Krčevini, Razvanju, Vurberku, Kapelskem Vrhu, Kungoti, Svečini ter v predmestjih Maribora ( Tezno, Pobrežje, Radvanje). Do 1918 je Schulverein na Štajerskem zgradil 17 lastnih šol, 26 šol pa podprl, zlasti pri zidavi šolskih poslopij. Vzdrževal je 13 nemških šol in vrtec, več kot 100 šolam pa dajal finančno podporo. Veliko denarja za to dejavnost so zbrale podružnice Schulvereina na slovenskem Štajerskem, 1910 je imelo društvo 48 podružnic, 1914 pa že 65. 
Schulverein je deloval tudi na Kranjskem,  kjer je imel leta 1914 37 podružnic. Deloval je predvsem v industrijskih naseljih (Tržič, Jesenice in Ljubljana in na obrobju kočevskega narodnega otoka s šolami v Lazah, Vrčicah, Ovčjaku, Svetlem Potoku, Rodinah, Grčaricah, Verdunu in na Škrilju. Šolski poslopji v Ovčjaku in Svetlem Potoku sta bili zgrajeni večinoma iz prispevkov domačinov, ki prispevali gradbeni material, denar in opravili brezplačno delo. V Ljubljani, Kočevju in Zagorju ob Savi je imel Schulverein otroške vrtce.
Za obrambo pred Schulvereinom in boj proti ponemčevanju čeških, slovenskih in hrvaških  šolarjev so nastale naslednje organizacije: češka Ústřední matice školská (1880), slovenska Družba svetega Cirila in Metoda (1885), Slovenska straža (1910) in Družba svetega Cirila in Metoda za Istro (1893).
Po letu 1918 je bil Schulverein z drugimi podobnimi organizacijami v jugoslovanski državi  razpuščen, njegovo premoženje pa sekvestrirano. Schulverein je kjub temu še naprej tajno podpiral delovanje nemške manjšine v Jugoslaviji in prispeval k njeni nacifikaciji v tridesetih letih.
Posebej pa je deloval proti koroškim Slovencem. Leta 1925 se je združil Südmarkom, organizacijo, ki je odkupovala slovensko zemljo in nanjo naseljevala nemške koloniste. Organizacija Südmark-Schulverein je bila med zavezniško okupacijo razpuščena in prepovedana. 19. aprila 1955,  le 4 dni po podpisu Avstrijske državne pogodbe  je bilo delovanje organizacije obnovljeno. Leta 1968 je avstrijska vlada  organizaciji tudi vrnila premoženje, ki ji je bilo zaplenjeno v procesu povojne denacifikacije.